# Pawliwka (Chmilnyk)
Pawliwka (ukrainisch Павлівка; russisch Павловка Pawlowka) ist ein Dorf in der ukrainischen Oblast Odessa mit etwa 3700 Einwohnern (2023).

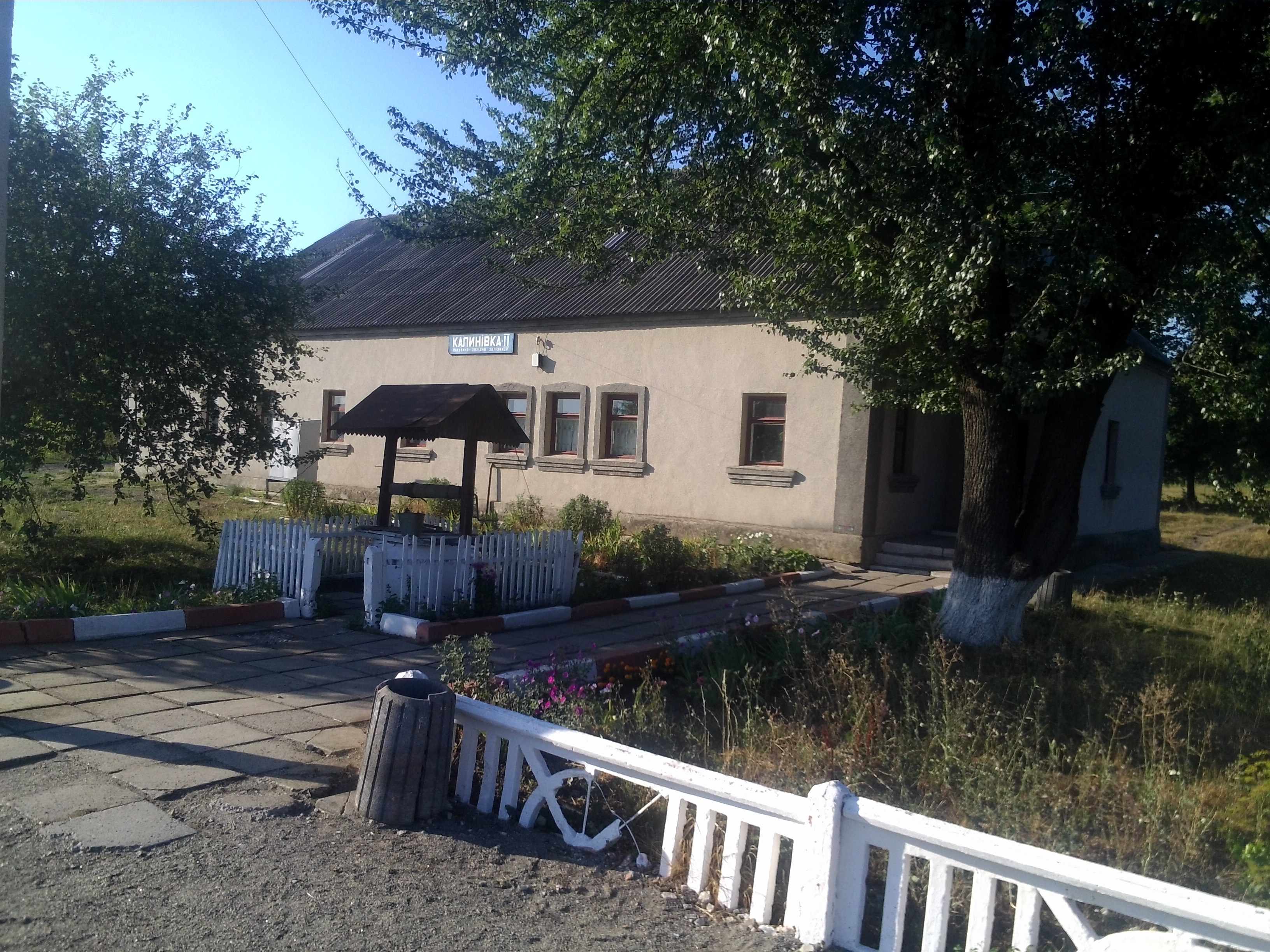
Bahnhofsgebäude in Pawliwka

Das seit dem 15. Jahrhundert bekannte Dorf liegt 7 km westlich vom ehemaligen Rajonzentrum Kalyniwka am Ufer des Werchiw (Верхів), einem etwa 10 km langen, linken Nebenfluss des Südlichen Bugs. Das Dorf besitzt eine Bahnstation an der Bahnstrecke zwischen Starokostjantyniw und Kalyniwka.
Östlich vom Dorf verläuft die Fernstraße M 21/E 583 und westlich von Pawliwka die Territorialstraße T–02–19. Das Oblastzentrum Winnyzja liegt 30 km südlich vom Dorf.
Am 12. Juni 2020 wurde das Dorf ein Teil der neugegründeten Stadtgemeinde Kalyniwka, bis dahin bildete es die gleichnamige Landratsgemeinde Pawliwka (Павлівська сільська рада/Pawliwska silska rada) im Süden des Rajons Kalyniwka.
Am 17. Juli 2020 kam es im Zuge einer großen Rajonsreform zum Anschluss des Rajonsgebietes an den Rajon Chmilnyk.

## Söhne und Töchter der Ortschaft
- Olexij Kundsitsch (Олексій Леонардович Кундзіч; * 9. Apriljul. / 22. April 1904greg. † 20. Juni 1964 in Jalta), ukrainisch-sowjetischer Schriftsteller und Übersetzer kam im Dorf zur Welt.